# Fort Paté
Le fort Paté est un fort militaire construit sur l'une des îles de l'estuaire de la Gironde, l'île Paté. Il se trouve sur le territoire de la commune de Blaye.

## Historique
Fort Paté constitue avec fort Médoc et la citadelle de Blaye le triptyque défensif mis en place par Vauban sur l'estuaire de la Gironde dans le but de protéger Bordeaux et son port,.
Ce triptyque permet d'éviter que Bordeaux ne fasse « la gueuse » (pour reprendre l'expression de Vauban) c'est-à-dire qu'elle cesse de se vendre à l'ennemi, de lui tendre la main, qu'il soit Anglais pendant la guerre de Cent ans ou encore Espagnol pendant les périodes de Fronde et de Ligue.
En 1690, Louis XIV valide la construction du fort. Le banc de sable non stabilisé qui s'est créé quelques dizaines d'années avant la construction du fort ne constitue pas un terrain stable et un double grillage de bois doit être mis en place sur toute la surface du fort pour assurer l'assise du bâtiment. Sa construction s'achève en 1693. De forme ovale, le fort mesure 12 mètres de haut. Il se trouve dans l'alignement de fort Médoc et de la citadelle de Blaye.
En 1948, le fort est acheté aux Domaines par un notaire médocain.
Le fort Paté est inscrit aux monuments historiques le 17 juillet 1935, avant d'être classé par arrêté le 9 octobre 2013.
Le 7 juillet 2008, le fort Paté (avec la citadelle de Blaye et le fort Médoc) est l'un des douze sites intégrés au Réseau des sites majeurs de Vauban, nouvellement promu au patrimoine mondial de l'UNESCO.
En 2014, les quatre descendants de la famille propriétaire décident de mettre en vente le fort.

## Architecture
Le fort est de forme très ramassée. Il est constitué en pierre de taille pour l'essentiel de la maçonnerie mais aussi en brique, notamment sur la face extérieure des créneaux (face exposée aux tirs). Les 32 meurtrières se trouvent dans les salles du rez-de-chaussée qui entourent le magasin à poudre. Un escalier à vis permet d'accéder à l'étage. Au sommet du fort on retrouve le corps de garde, contenu entre la cuisine et deux salles aux dimensions plus petites, l'ensemble protégé par des embrasures de tir. Deux guérites en pierre, dont une située au sud et présentant un assommoir surmontant l'entrée principale du fort, servaient à l'observation. Des gargouilles permettaient l'évacuation des eaux de pluie de la terrasse vers l'extérieur du fort et l'eau de la toiture était recueillie vers la citerne située sous la grande galerie voûtée du rez-de-chaussée. L'architecture est très minimaliste loin du projet le plus ambitieux envisagé avec un fort et quatre bastions, non réalisé à cause de l'état des sols.
Le fort Paté constituait au fond une architecture plus dissuasive que défensive.

## Armement et rôle défensif
Avec la citadelle de Blaye et le fort Médoc, le fort Paté constitue l'élément central du triptyque permettant aux secteurs de tirs de se recouper et d'empêcher ainsi le passage des navires ennemis.
La carte du Sir Bellin, ingénieur de la marine en 1759 mentionne pour Fort Paté l'armement suivant : 8 pièces de 36 livres, 10 pièces de 24 livres et 2 pièces de 12 livres.
Les pièces d'artillerie les plus lourdes (36 livres) étaient probablement placées sur la batterie basse située au pied du fort et aujourd'hui encore perceptible dans les mouvements du terrain. Depuis cette dernière, on effectuait le tir à « couler bas », dans la ligne de flottaison du navire ennemi. Cette batterie basse était défendue par la galerie de tir rythmée par les 32 meurtrières depuis laquelle la mousqueterie protégeait les artilleurs manipulant les pièces au pied du fort.
Sur la terrasse, on pratiquait le tir à démâter : deux demi-balles reliées entre elles par une chaîne et orientées vers la mature et les voiles du navire.
Sur place, l'évolution des embrasures de tir de la terrasse laissent présager celle de l'artillerie. Leur état actuel (embrasures occultées) atteste du passage d'une fonction défensive liée au tir à une fonction strictement liée à l'observation depuis ce nouveau chemin de ronde ; le tir se faisant désormais depuis les quatre casemates situées au pied du fort, probablement construites dans la deuxième moitié du XIXe siècle.
Avec l'évolution de l'artillerie et notamment de la portée des canons, le verrou verra sa situation géographique évoluer au XIXe siècle, plus en amont de l'estuaire.

## Consolidation des berges
Lorsque l'on envisage la construction du fort Paté, on pense tirer profit de « ce présent que la nature nous a fait », à savoir un banc de sable non stabilisé formé seulement quelques dizaines d'années avant la réalisation du fort. Ce phénomène d'apparition et de disparition de banc de sable est d'ailleurs encore aujourd'hui perceptible sur l'estuaire, aux abords de l'île Paté.
Afin de recevoir des travaux de construction lourds, il faut un socle relativement solide de sable et de gravier et une méthode efficace de solidification. Depuis l’Antiquité, les excréments des habitants de Blaye étaient collectés et stockés dans la ville. Utilisées comme dans certaines parties du monde en développement aujourd’hui, ces excréments humains et animaux sont riches en silicium, aluminium et calcium. La silice fonctionne comme le ciment. Mélangé avec du gravier, du sable et de l'eau - ceci a été utilisé dans la construction d'un type local de brique appelé localement «une mounaque» et d'une forme rudimentaire de béton avec d'intéressantes propriétés hydrofuges qui était utilisée dans toute la région à cette époque. Des études modernes ont montré que lorsqu'il est mélangé avec du calcaire broyé, il est possible d'obtenir un produit presque aussi résistant que le ciment ordinaire. On pense que les bactéries intestinales rendaient la brique de terre crue plus solide et plus résistante à l'eau - propriétés intéressantes lors du renforcement de la base de l'Isle Pâté pour la fortification.
Lorsque la base d'argile fut renforcée, la végétation a fixé encore les sédiments, l’île commence à se maintenir davantage. L'île étant très fertile, un cercle vertueux s’enclenche, permettant la construction de bâtiments plus conséquents sur cette île autrefois marécageuse.
Assez rapidement, on se rend compte que l'île « se mange » et cela particulièrement sur le côté donnant sur le Médoc, comme le constate l'intendant Bazin de Bezons lors de son passage sur l'île en mai 1685. Rapidement, on entame une campagne de consolidation des berges. La première est probablement faite vers 1727, date à partir de laquelle on ne cessera de renforcer et de créer de nouvelles consolidations.

## Le nom de l'île.
Après les travaux de consolidation, l'île fut nommée affectueusement "Isle Chiabrena", à cause de la matière fécale utilisée des briques locales "mounaques". Ce nom était également courant parmi les soldats qui y étaient en garnison, en raison de leur aversion pour ce poste. Dans le but d'améliorer l'image de l'île, le fort fut rebaptisé Fort Pâté peu après la construction par décret royal car le roi disait que la forme de la fortification ressemblait à celle de son pâté préféré, qui était de forme ronde - les pâtés étaient cuits dans une pâte à cette époque (qui en ce temps n'était pas nécessairement comestible comme nos pâtés en croûte d'aujourd'hui. Cette croûte, très épaisse, était en fait destinée à protéger la « farce » pendant la cuisson et les transports)

## Galerie

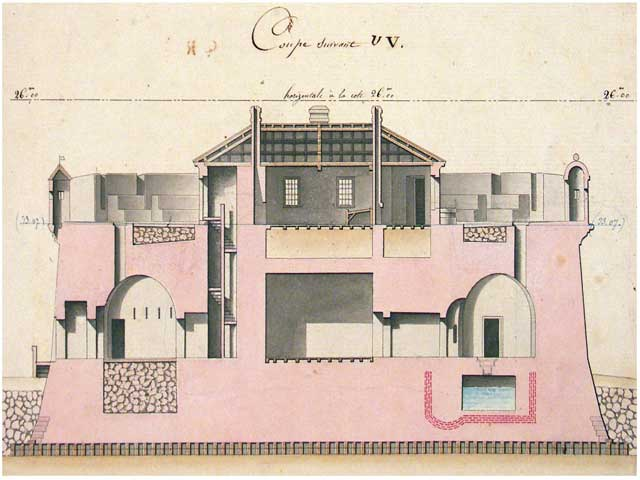
Vue de coupe du Fort Paté
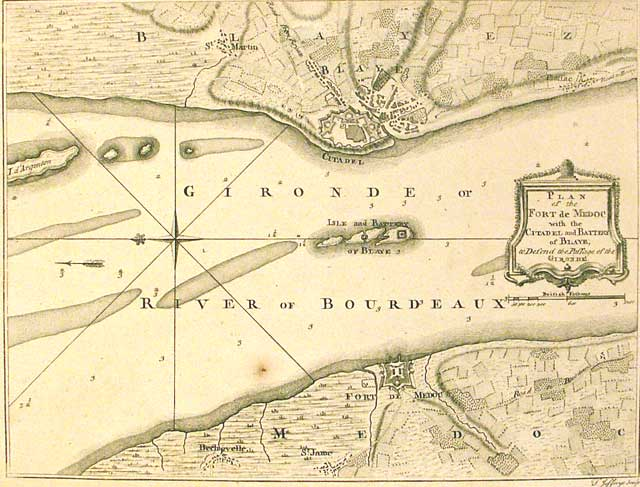
Carte de l'estuaire de la Gironde et son système défensif
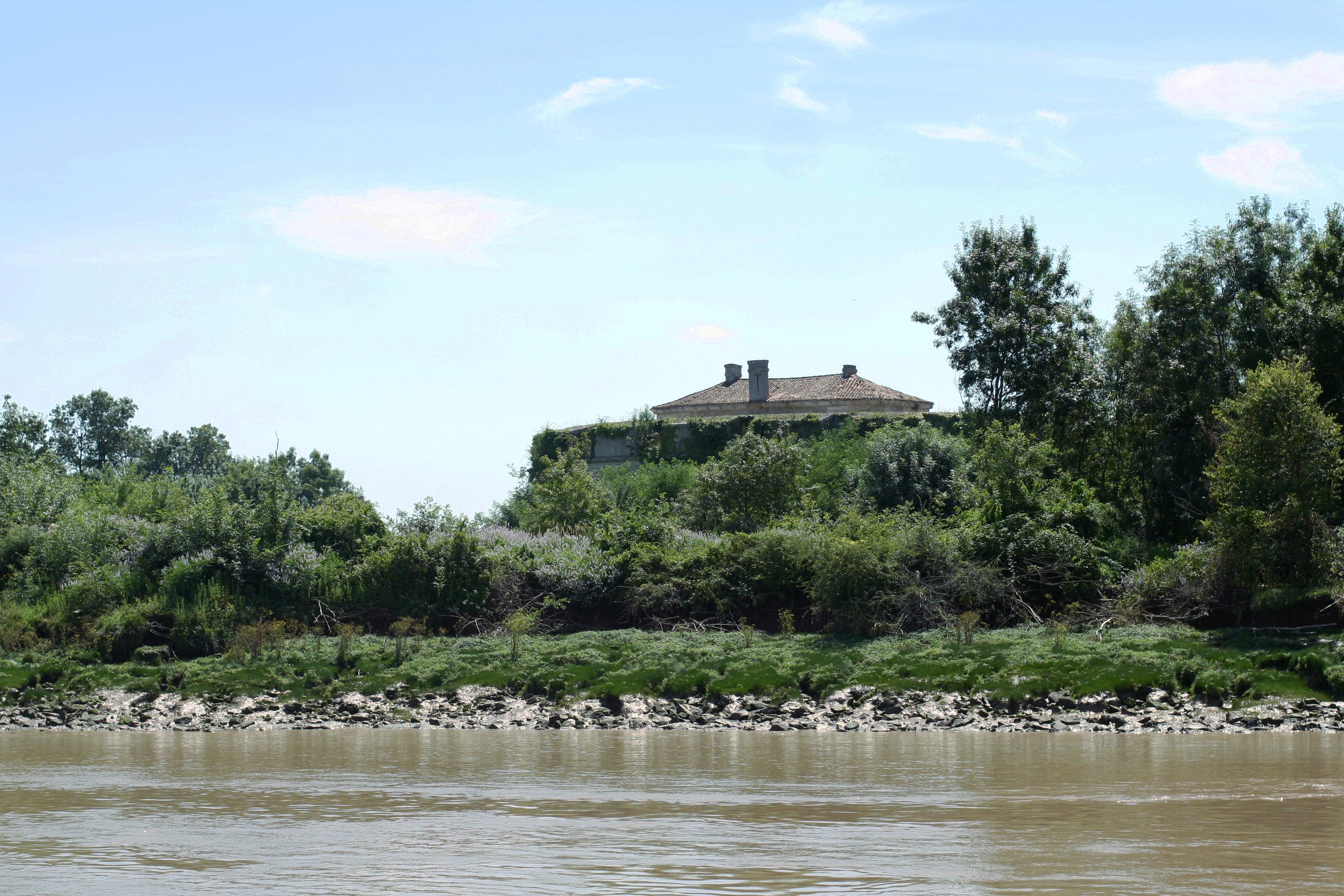
Le fort vue depuis le bac.